# Oscarsteatern

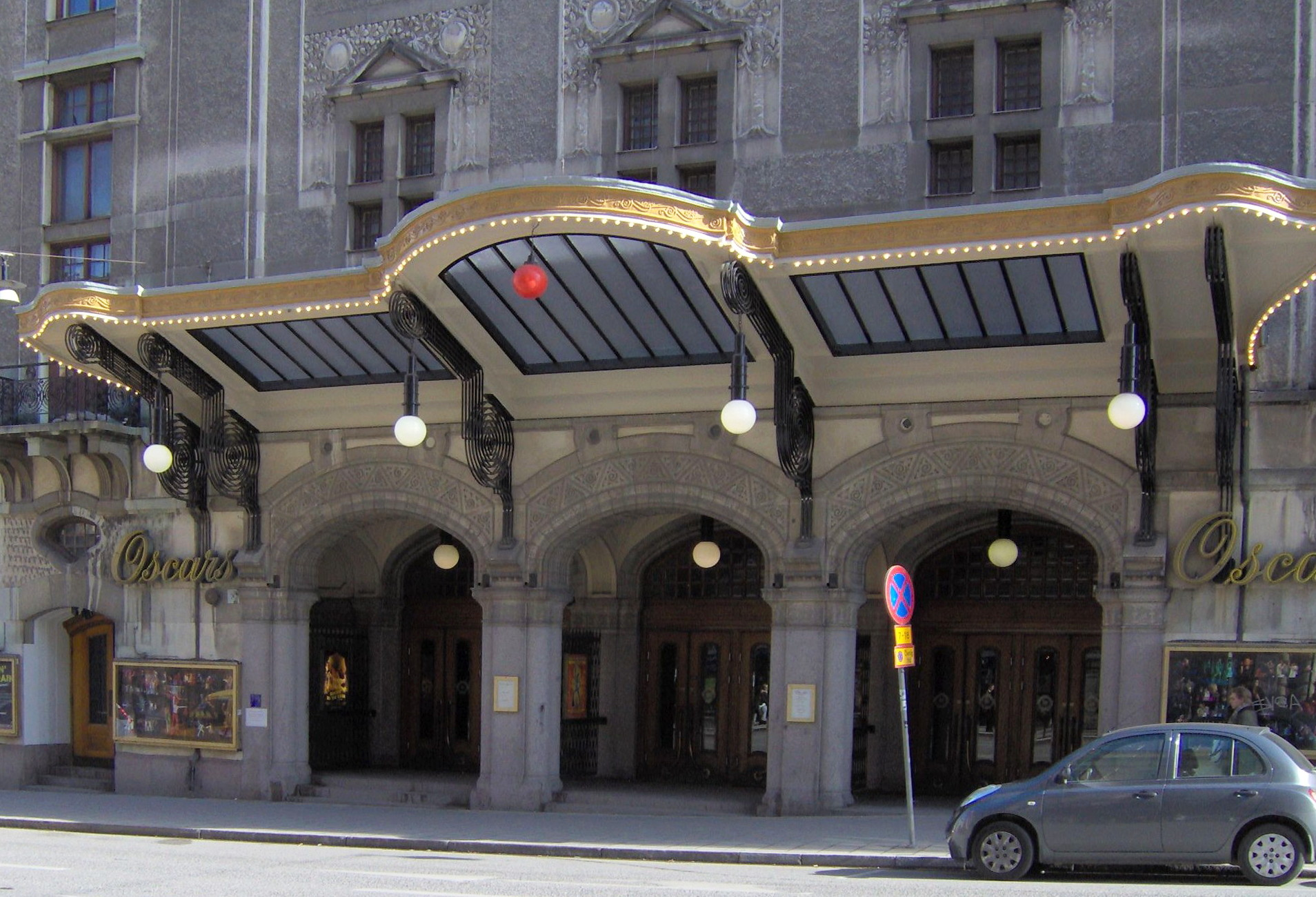
L'entrée principale de l'Oscarsteatern.

L'Oscarsteatern (en français le théâtre Oscar), connu aussi simplement comme l'Oscars, est l'un des théâtres privés de la capitale de Suède, Stockholm, et le théâtre le plus connu de Suède pour les comédies musicales et les opérettes que l'on y joue. Il se trouve au n° 63 du Kungsgatan dans le centre-ville. 

## Histoire
le Théâtre Oscar est construit en style Art nouveau par Axel Anderberg  (1860–1937) ; il est inauguré le 6 décembre 1906. Il est baptisé du nom du roi Oscar II de Suède. La salle accueille 1 175 sièges et elle est décorée en stuc blanc avec des ornementations dorées. Le théâtre a été fermé entre 1971 et 1974 pour rénovation.
Le soir de l'inauguration, on y a donné Les Brigands d'Offenbach. Le théâtre est devenu la meilleure scène d'opérettes et de comédies musicales avec 905 sièges à l'époque. Il est dirigé par Albert Ranft (1858-1938) pendant de nombreuses années. La soprano Rosa Grünberg (1878–1960) y a fait ses débuts.
Parmi ses succès du XXe siècle, l'on peut citer My Fair Lady (avec 766 représentations), ou The Phantom of the Opera (1 173 représentations), ou encore  Nine  avec sa première européenne en 1983.
Le théâtre est dirigé au début par Albert Ranft, puis jusqu'en 1947 par Gösta Ekman (1890–1938) et Pauline Brunius (1881–1954). C'est une scène de théâtre dramatique à cette époque. De 1947 à 1998, le théâtre appartient à la société Sandrew Metronome, qui le dirige pendant son « âge d'or » de la comédie musicale. En 1998, Vicky von der Lancken lui succède et depuis 2004, c'est la société de production 2 Entertain (d'origine britannique) qui est aux commandes,.
Le théâtre Oscar a célébré son centenaire à l'automne 2006, avec la production musicale Singin' in the Rain.